# Viviane Araújo (peleadora)
Viviane Araújo Gomes (Ceilândia, Distrito Federal, 21 de noviembre de 1986) es una artista marcial mixta brasileña que compite en la división de peso mosca de Ultimate Fighting Championship. Desde el 26 de marzo de 2024 es la número 10 en la clasificación de peso mosca de la UFC.

## Primeros años
Comenzó a jugar al fútbol y pasó gran parte de su tiempo fuera de casa para olvidarse de los problemas en el hogar después de presenciar cómo su padre alcohólico golpeaba a su madre a diario. Más tarde empezó a practicar Jiu jitsu y se enamoró del deporte tras una invitación del entrenador de Jiu jitsu. Más tarde se convirtió en profesora de Jiu jisu y se pasó a las mma al estar cansada de ver cómo su padre maltrataba a su madre. Utiliza el octógono como plataforma para expresar su apoyo a las víctimas de la violencia doméstica.

"La UFC es una plataforma tan gigantesca y poderosa. Una palabra de una mujer puede cambiar tu vida y tu autoestima. Hay tanta gente que pasa por cosas así que sentí la necesidad de hablar de ello. Estamos sufriendo con la violencia doméstica y la violencia contra las mujeres. He vivido esa realidad desde que era una niña. He sufrido con eso, y he conseguido darle la vuelta a la tortilla con el deporte. Mi madre es una guerrera".

## Carrera en las artes marciales mixtas

### Inicios
Luchó la mayor parte de su carrera de MMA primaria en Brasil y Japón, notablemente bajo Jungle Fight y Pancrase donde fue la campeona formal de peso paja de Pancrase antes de firmar por la UFC.

### Ultimate Fighting Championship
Debutó en la UFC contra Talita Bernardo el 11 de mayo de 2019 en UFC 237. Ganó el combate por KO en el tercer asalto.
Se enfrentó a Alexis Davis el 27 de julio de 2019 en UFC 240. Ganó el combate por decisión unánime.
Se enfrentó a Jessica Eye el 14 de diciembre de 2019 en UFC 245 En el pesaje, Eye pesó 131 libras, cinco libras por encima del límite de peso mosca de 126 libras. Perdió el 30% de la bolsa del combate que fue a parar a Araújo. Perdió el combate por decisión unánime.
Se esperaba que se enfrentara a Jennifer Maia el 27 de junio de 2020 en UFC on ESPN: Blaydes vs. Volkov. Sin embargo, el combate fue reprogramado a mediados de junio para celebrarse el 1 de agosto de 2020 en UFC Fight Night: Holm vs. Aldana después de que ambas participantes se enfrentaran a las restricciones de viaje relacionadas con la pandemia del COVID-19. Posteriormente fue retirada de la cartelera a mediados de julio tras dar positivo por COVID-19 y sustituida por Joanne Wood.
Se enfrentó a Montana De La Rosa el 5 de septiembre de 2020 en UFC Fight Night: Overeem vs. Sakai. Ganó el combate por decisión unánime.
Se esperaba que se enfrentara a Roxanne Modafferi el 30 de enero de 2021 en UFC on ESPN: Chiesa vs. Magny. Sin embargo, el combate fue reprogramado y tuvo lugar 10 días antes en UFC Fight Night: Blaydes vs. Lewis en su lugar. Ganó el combate por decisión unánime.
Se enfrentó a Katlyn Chookagian el 15 de mayo de 2021 at UFC 262. Perdió el combate por decisión unánime.
Se esperaba que se enfrentara a Alexa Grasso el 22 de enero de 2022 en UFC 270. Sin embargo, Araújo se vio obligada a retirarse del evento debido a una lesión, y el combate fue cancelado.
Se enfrentó a Andrea Lee el 14 de mayo de 2022 en UFC on ESPN: Błachowicz vs. Rakić. Ganó el combate por decisión unánime.
Se esperaba que se enfrentara a Alexa Grasso el 13 de agosto de 2022 en UFC on ESPN: Vera vs. Cruz. Sin embargo, el combate se canceló debido a los problemas de visa de Grasso. El par fue nuevamente reprogramado para el 15 de octubre de 2022 en UFC Fight Night: Grasso vs. Araújo. Perdió el combate decisión unánime.
Se enfrentó a Amanda Ribas el 4 de marzo de 2023 en UFC 285. Perdió la pelea por decisión unánime.
Estaba programada para enfrentar a Casey O'Neill el 9 de septiembre de 2023 en UFC 293. Sin embargo, O'Neill se retiró debido a una lesión y Araújo fue reprogramada contra Jennifer Maia para el 14 de octubre de 2023 en UFC Fight Night 230. Araújo ganó la pelea por decisión unánime.
Se enfrentó a Natália Silva el 3 de febrero de 2024 en UFC Fight Night 235. Perdió la pelea por decisión unánime.
Estaba programada para enfrentar a Jasmine Jasdavicious el 13 de julio de 2024 en UFC on ESPN 59. Sin embargo, se retiró de la pelea por razones desconocidas y fue reemplazada por Fatima Kline.

## Campeonatos y logros

### Artes marciales mixtas
- Pancrase
  - Campeonato de Peso Paja de Pancrase (una vez) vs. Emi Fujino[10][11]

## Récord en artes marciales mixtas
| Resultado | Récord | Oponente                     | Método                     | Evento                              | Fecha                   | Ronda | Tiempo | Localización                   | Notas                                                          |
| --------- | ------ | ---------------------------- | -------------------------- | ----------------------------------- | ----------------------- | ----- | ------ | ------------------------------ | -------------------------------------------------------------- |
| Derrota   | 13-7   | Tracy Cortez                 | Decisión (unánime)         | UFC 317                             | 28 de junio de 2025     | 3     | 5:00   | Las Vegas, Nevada              |                                                                |
| Victoria  | 13-6   | Karine Silva                 | Decisión (unánime)         | UFC 309                             | 16 de noviembre de 2024 | 3     | 5:00   | Nueva York, Nueva York         |                                                                |
| Derrota   | 12-6   | Natália Silva                | Decisión (unánime)         | UFC Fight Night: Dolidze vs. Imavov | 3 de febrero de 2024    | 3     | 5:00   | Las Vegas, Nevada              |                                                                |
| Victoria  | 12-5   | Jennifer Maia                | Decisión (unánime)         | UFC Fight Night: Yusuff vs. Barboza | 14 de octubre de 2023   | 3     | 5:00   | Las Vegas, Nevada              |                                                                |
| Derrota   | 11-5   | Amanda Ribas                 | Decisión (unánime)         | UFC 285                             | 4 de marzo de 2023      | 3     | 5:00   | Las Vegas, Nevada              |                                                                |
| Derrota   | 11-4   | Alexa Grasso                 | Decisión (unánime)         | UFC Fight Night: Grasso vs. Araújo  | 15 de octubre de 2022   | 3     | 5:00   | Las Vegas, Nevada              |                                                                |
| Victoria  | 11-3   | Andrea Lee                   | Decisión (unánime)         | UFC on ESPN: Błachowicz vs. Rakić   | 14 de mayo de 2022      | 3     | 5:00   | Las Vegas, Nevada              |                                                                |
| Derrota   | 10-3   | Katlyn Chookagian            | Decisión (unánime)         | UFC 262                             | 15 de mayo de 2021      | 3     | 5:00   | Houston, Texas                 |                                                                |
| Victoria  | 10-2   | Roxanne Modafferi            | Decisión (unánime)         | UFC on ESPN: Chiesa vs. Magny       | 20 de enero de 2021     | 3     | 5:00   | Abu Dhabi                      |                                                                |
| Victoria  | 9-2    | Montana De La Rosa           | Decisión (unánime)         | UFC Fight Night: Overeem vs. Sakai  | 5 de septiembre de 2020 | 3     | 5:00   | Las Vegas, Nevada              |                                                                |
| Derrota   | 8-2    | Jessica Eye                  | Decisión (unánime)         | UFC 245                             | 14 de diciembre de 2019 | 3     | 5:00   | Las Vegas, Nevada              | Combate de peso acordado (131 libras); Eye no alcanzó el peso. |
| Victoria  | 8-1    | Alexis Davis                 | Decisión (unánime)         | UFC 240                             | 27 de julio de 2019     | 3     | 5:00   | Edmonton, Alberta              | Debut en el peso mosca.                                        |
| Victoria  | 7-1    | Talita Bernardo              | KO (puñetazo)              | UFC 237                             | 11 de mayo de 2019      | 3     | 0:48   | Río de Janeiro, Río de Janeiro | Debut en el peso gallo.                                        |
| Victoria  | 6-1    | Emi Fujino                   | TKO (parada médica)        | Pancrase 298                        | 5 de agosto de 2018     | 3     | 0:19   | Tokio                          | Ganó el vacante Campeonato de Peso Paja de Pancrase.           |
| Victoria  | 5-1    | Ayaka Miura                  | TKO (lesión en el ojo)     | Pancrase 290                        | 8 de octubre de 2017    | 1     | 5:00   | Tokio                          |                                                                |
| Victoria  | 4-1    | Deize Mayelem de Lima Araújo | Sumisión (barra de brazo)  | Iron Fight Combat 11                | 29 de julio de 2017     | 1     | 4:27   | Feira de Santana, Bahía        |                                                                |
| Derrota   | 3-1    | Sarah Frota                  | TKO (puñetazos)            | NP Fight Brazil 6                   | 15 de abril de 2017     | 1     | 2:11   | Goiânia, Goiás                 | Por el Campeonato de Peso Paja de la NPF.                      |
| Victoria  | 3-0    | Elaine Leal                  | Sumisión (barra de brazo)  | Jungle Fight 90                     | 3 de septiembre de 2016 | 3     | 2:38   | São Paulo, São Paulo           |                                                                |
| Victoria  | 2-0    | Bianca de Araújo Carvalho    | Sumisión (barra de brazo)  | Federal Gladiators Combat 1         | 7 de noviembre de 2015  | 1     | 3:55   | Brasília, Distrito Federal     |                                                                |
| Victoria  | 1-0    | Ana Karla Morais             | Sumisión (gancho de talón) | Fight K: Águia                      | 11 de octubre de 2015   | 1     | 3:35   | Gama, Distrito Federal         | Debut en el peso paja.                                         |